# 第七屆立法院
第7屆立法院是中華民國行憲後的第七屆立法院，該屆立法委員任期自2008年2月1日起至2012年1月31日止，由中華民國自由地區選舉產生，本屆共召開了8次正常會期以及6次的臨時會。
本屆立法院是改制為單一選區兩票制後的首屆立院，由執政的中國國民黨佔壓倒性的絕對多數席次。自本屆伊始，國會生態逐漸確立為兩黨制態勢，除中國國民黨與民主進步黨，該兩大黨以外的其他政黨自此之後皆未獲得超過10個以上的席位。此外，立法院任期由3年延長至4年，和總統任期4年相同。

## 席次概況
| 顏色   | 政黨名稱     | 當選時席次 | 解散時席次 | 席次變化 | 備註                                         |
| ------ | ------------ | ---------- | ---------- | -------- | -------------------------------------------- |
|        | 中國國民黨   | 81         | 72         | ▼9       | 多人遭判決當選無效，或因競選其他職務而請辭。 |
|        | 民主進步黨   | 27         | 32         | ▲5       | 補選贏得席位。                               |
|        | 無黨團結聯盟 | 3          | 3          | -        |                                              |
|        | 親民黨       | 1          | 0          | ▼1       | 林正二遭判決當選無效，喪失立法委員資格。     |
|        | 無黨籍       | 1          | 1          | -        |                                              |
| 總席次 | 總席次       | 113        | 108        | ▼5       | 離職時剩餘任期不足一年者，議席懸缺不遞補。   |

註：粗體字者為執政黨。

## 通過法案
第7屆立法院通過制定、修正或審查了以下主要法案及國際條約：
- 審查《公民权利及政治权利国际公约》
- 審查《经济、社会及文化权利国际公约》
- 制定《兩公約施行法》
- 修正《地方制度法》：配合「縣市合併升格」政策。

## 外部連結
- 立法院智庫知識平台 （页面存档备份，存于）